# Without You (Tonight Alive)
Without You è un singolo del gruppo musicale australiano Tonight Alive, reinterpretazione dell'omonimo brano del gruppo musicale statunitense Silverchair, pubblicato l'8 novembre 2017 dalla UNFD e dalla Hopeless Records e parte della raccolta tributo Spawn (Again): A Tribute to Silverchair.

## La canzone
Parlando del brano la cantante Jenna McDougall ha detto:

## Tracce
Testi e musiche di Daniel Johns.
1. Without You – 4:04

## Formazione
- Jenna McDougall – voce
- Whakaio Taahi – chitarra solista, tastiera
- Jake Hardy – chitarra ritmica
- Cam Adler – basso
- Matt Best – batteria, percussioni